# Louis Albert
Louis Ernest Albert, född 28 maj 1898 i Fresse-sur-Moselle i Vosges, död 30 januari 1951 i Saint-Maurice-sur-Moselle i Vosges, var en fransk backhoppare. Han deltog i olympiska vinterspelen 1924 i Chamonix, där han föll i bägge omgångarna. Han var den enda backhopparen av 27 startande som inte fick någon placering.